# ショーン・ソーヤー
ショーン・ソーヤー（英語: Shawn Sawyer, 1985年1月14日 - ）は、カナダのフィギュアスケート選手（男子シングル）。
2006年トリノオリンピックカナダ代表。ISUジュニアグランプリ優勝2回。

## 経歴
1985年1月14日、ニューブランズウィック州エドモンストンで生まれ、9歳でスケートを始めた。柔軟性をいかしたスピンやスパイラルが持ち味。
2000年カナダ選手権のノービスクラスで優勝し、翌2000-2001シーズンよりISUジュニアグランプリに参戦。2001-2002シーズンのJGPソフィア杯で初優勝を飾り、JGPファイナルに進出。さらにカナダ選手権ジュニアクラスで優勝を果たした。同シーズンより3シーズン連続で世界ジュニア選手権に出場したが、最高位は2003年の6位入賞に留まった。
2004-2005シーズンからISUグランプリシリーズに参戦。カナダ選手権では3位となり、四大陸選手権は6位に入った。2005-2006シーズン、GPシリーズでは成績を残せなかったが、カナダ選手権で3位となり、トリノオリンピックへの切符を手に入れた。トリノではショートプログラムと合計でパーソナルベストを出して12位。母国カナダのカルガリーで開催された世界選手権は21位とふるわなかった。2008-2009シーズン、スケートカナダでフリースケーティングと合計のパーソナルベストをマークして5位。
2009-2010シーズン、スケートアメリカでシニアの国際大会で初めてのメダルとなる銀メダルを獲得した。カナダ選手権では4位となり2大会連続のオリンピック出場とはならなかった。
2010-2011シーズン、アマチュアに留まり、NHK杯では自身のショートプログラムのパーソナルベストを更新。またカナダ選手権でも会心の演技で2位となった。
しかし世界選手権が東日本大震災の影響で東京で2011年3月に開催不可能となり、4月に代替国で開催されることが決定されたことから、世界選手権出場を辞退し、カナダでのスターズ・オン・アイスツアーへの出場を優先する考えを明らかにし、事実上の引退表明となった。

## 主な戦績

### 2004-2005シーズン以降
| 大会/年            | 2004-05 | 2005-06 | 2006-07 | 2007-08 | 2008-09 | 2009-10 | 2010-11 |
| ------------------ | ------- | ------- | ------- | ------- | ------- | ------- | ------- |
| オリンピック       |         | 12      |         |         |         |         |         |
| 世界選手権         |         | 21      |         |         |         |         |         |
| 四大陸選手権       | 6       |         |         | 9       |         | 7       | 10      |
| カナダ選手権       | 3       | 3       | 4       | 3       | 5       | 4       | 2       |
| GPスケートアメリカ |         |         |         |         | 5       | 2       | 8       |
| GPNHK杯            | 9       |         |         | 9       |         |         | 5       |
| GPロステレコム杯   | 4       | 7       |         |         |         | 9       |         |
| GPスケートカナダ   |         | 6       | 4       |         | 5       |         |         |
| GP中国杯           |         |         |         | 7       |         |         |         |
| GPエリック杯       |         |         | 8       |         |         |         |         |

### 2003-2004シーズンまで
| 大会/年                   | 2000-01 | 2001-02 | 2002-03 | 2003-04 |
| ------------------------- | ------- | ------- | ------- | ------- |
| カナダ選手権              | 4 J     | 1 J     | 6       | 9       |
| 世界Jr.選手権             |         | 11      | 6       | 10      |
| JGPファイナル             |         | 5       |         |         |
| JGPスケートブレッド       |         |         |         | 3       |
| JGPソフィア杯             |         | 1       |         | 3       |
| JGPモントリオール         |         |         | 8       |         |
| JGPベオグラード・スパロー |         |         | 1       |         |
| JGPSBC杯                  |         | 3       |         |         |
| JGPハルビン               | 5       |         |         |         |
| JGPメキシコ杯             | 3       |         |         |         |

- J = ジュニアクラス

### 詳細
| 2010-2011 シーズン    |                                                        |          |           |           |
| 開催日                | 大会名                                                 | SP       | FS        | 結果      |
| 2011年2月15日 - 20日  | 2011年四大陸フィギュアスケート選手権（台北）           | 7 65.71  | 10 127.23 | 10 192.94 |
| 2011年1月17日 - 23日  | カナダフィギュアスケート選手権（ビクトリア）           | 2 77.64  | 2 151.45  | 2 229.09  |
| 2010年11月12日 - 14日 | ISUグランプリシリーズ スケートアメリカ（ポートランド） | 11 56.94 | 6 129.68  | 8 186.62  |
| 2010年10月22日 - 24日 | ISUグランプリシリーズ NHK杯（名古屋）                  | 3 70.15  | 8 123.65  | 5 193.80  |

| 2009-2010 シーズン    |                                                            |          |          |          |
| 開催日                | 大会名                                                     | SP       | FS       | 結果     |
| 2010年1月25日 - 31日  | 2010年四大陸フィギュアスケート選手権（全州）               | 10 62.36 | 4 143.98 | 7 206.34 |
| 2010年1月11日 - 17日  | カナダフィギュアスケート選手権（ロンドン）                 | 4 72.93  | 4 137.42 | 4 210.35 |
| 2009年11月12日 - 15日 | ISUグランプリシリーズ スケートアメリカ（レークプラシッド） | 5 65.95  | 4 137.96 | 2 203.91 |
| 2009年10月22日 - 25日 | ISUグランプリシリーズ ロステレコム杯（モスクワ）           | 8 61.38  | 7 118.20 | 8 179.58 |

| 2008-2009 シーズン       |                                                      |         |          |          |
| 開催日                   | 大会名                                               | SP      | FS       | 結果     |
| 2009年1月14日 - 18日     | カナダフィギュアスケート選手権（サスカトゥーン）     | 6 66.88 | 4 134.36 | 5 201.24 |
| 2008年10月31日 - 11月2日 | ISUグランプリシリーズ スケートカナダ（オタワ）       | 7 64.20 | 1 142.36 | 5 206.56 |
| 2008年10月23日 - 26日    | ISUグランプリシリーズ スケートアメリカ（エバレット） | 6 64.14 | 5 135.84 | 5 199.98 |

| 2007-2008 シーズン       |                                                |          |           |          |
| 開催日                   | 大会名                                         | SP       | FS        | 結果     |
| 2008年2月11日 - 17日     | 2008年四大陸フィギュアスケート選手権（高陽）   | 10 60.79 | 7 126.39  | 9 187.18 |
| 2008年1月16日 - 20日     | カナダフィギュアスケート選手権（バンクーバー） | 6 64.00  | 3 133.48  | 3 197.48 |
| 2007年11月29日 - 12月2日 | ISUグランプリシリーズ NHK杯（仙台）            | 9 62.85  | 8 117.50  | 9 180.35 |
| 2007年11月7日 - 11日     | ISUグランプリシリーズ 中国杯（ハルビン）       | 5 63.41  | 10 107.53 | 7 170.94 |

| 2006-2007 シーズン    |                                                      |         |          |          |
| 開催日                | 大会名                                               | SP      | FS       | 結果     |
| 2007年1月15日 - 21日  | カナダフィギュアスケート選手権（ハリファックス）     | 4 63.93 | 3 135.31 | 4 199.24 |
| 2006年11月16日 - 19日 | ISUグランプリシリーズ エリック・ボンパール杯（パリ） | 8 56.54 | 8 120.97 | 8 177.51 |
| 2006年11月2日 - 5日   | ISUグランプリシリーズ スケートカナダ（ビクトリア）   | 6 66.75 | 3 128.42 | 4 195.17 |

| 2005-2006 シーズン  |                                                        |          |          |           |           |
| 開催日              | 大会名                                                 | 予選     | SP       | FS        | 結果      |
| 2006年3月19日-26日  | 2006年世界フィギュアスケート選手権（カルガリー）       | 10 27.80 | 25 53.23 | 17 120.02 | 21 201.05 |
| 2006年2月10日-26日  | トリノオリンピック（トリノ）                           | -        | 12 67.20 | 12 123.63 | 12 190.83 |
| 2006年1月9日-15日   | カナダフィギュアスケート選手権（オタワ）               | 2 30.47  | 2 69.90  | 4 132.53  | 2 232.90  |
| 2005年11月24日-27日 | ISUグランプリシリーズ ロシア杯（サンクトペテルブルク） | -        | 9 57.35  | 5 128.30  | 7 185.65  |
| 2005年10月27日-30日 | ISUグランプリシリーズ スケートカナダ（セントジョンズ） | -        | 5 63.34  | 5 117.42  | 6 180.76  |

| 2004-2005 シーズン  |                                              |         |         |          |          |
| 開催日              | 大会名                                       | 予選    | SP      | FS       | 結果     |
| 2005年2月14日-20日  | 2005年四大陸フィギュアスケート選手権（江陵） | -       | 6 60.77 | 7 112.38 | 6 173.15 |
| 2005年1月17日-23日  | カナダフィギュアスケート選手権（ロンドン）   | 3 28.62 | 2 66.61 | 3 125.37 | 3 220.60 |
| 2004年11月25日-28日 | ISUグランプリシリーズ ロシア杯（モスクワ）   | -       | 3 63.32 | 4 113.42 | 4 176.74 |
| 2004年11月4日-7日   | ISUグランプリシリーズ NHK杯（名古屋）        | -       | 9 57.99 | 9 110.00 | 9 167.99 |

| 2003-2004 シーズン   |                                                      |      |    |    |      |
| 開催日               | 大会名                                               | 予選 | SP | FS | 結果 |
| 2004年2月29日-3月7日 | 2004年世界ジュニアフィギュアスケート選手権（ハーグ） | 7    | 14 | 8  | 10   |
| 2004年1月5日-11日    | カナダフィギュアスケート選手権（エドモントン）       | 4    | 12 | 8  | 9    |
| 2003年10月9日-12日   | ISUジュニアグランプリ スケートブレッド（ブレッド）   | -    | 3  | 3  | 3    |
| 2003年9月11日-13日   | ISUジュニアグランプリ ソフィア杯（ソフィア）         | -    | 5  | 3  | 3    |

| 2002-2003 シーズン   |                                                              |      |    |    |      |
| 開催日               | 大会名                                                       | 予選 | SP | FS | 結果 |
| 2003年2月24日-3月2日 | 2003年世界ジュニアフィギュアスケート選手権（オストラヴァ）   | 2    | 8  | 5  | 6    |
| 2003年1月6日-12日    | カナダフィギュアスケート選手権（サスカトゥーン）             | 4    | 5  | 8  | 6    |
| 2002年9月26日-29日   | ISUジュニアグランプリ モントリオール（モントリオール）       | -    | 7  | 9  | 8    |
| 2002年9月12日-15日   | ISUジュニアグランプリ ベオグラード・スパロー（ベオグラード） | -    | 3  | 1  | 1    |

| 2001-2002 シーズン  |                                                             |      |    |    |      |
| 開催日              | 大会名                                                      | 予選 | SP | FS | 結果 |
| 2002年3月3日-10日   | 2002年世界ジュニアフィギュアスケート選手権（ハーマル）      | 12   | 14 | 9  | 11   |
| 2002年1月8日-13日   | カナダフィギュアスケート選手権 ジュニアクラス（ハミルトン） | -    | 1  | 1  | 1    |
| 2001年12月13日-16日 | 2001/2002 ISUジュニアグランプリファイナル（ブレッド）       | -    | 9  | 4  | 5    |
| 2001年11月15日-18日 | ISUジュニアグランプリ SBC杯（長野）                         | -    | 1  | 3  | 3    |
| 2001年9月12日-15日  | ISUジュニアグランプリ ソフィア杯（ソフィア）                | -    | 3  | 1  | 1    |

| 2000-2001 シーズン    |                                                             |    |    |      |
| 開催日                | 大会名                                                      | SP | FS | 結果 |
| 2001年1月16日 - 21日  | カナダフィギュアスケート選手権 ジュニアクラス（ウィニペグ） | 2  | 4  | 4    |
| 2000年10月12日 - 15日 | ISUジュニアグランプリ ハルビン（ハルビン）                  | 6  | 5  | 5    |
| 2000年9月14日 - 17日  | ISUジュニアグランプリ メキシコ杯（メキシコシティ）          | 4  | 4  | 3    |

## プログラム
| シーズン  | SP | FS                                                                            | EX                                                              |
| --------- | --- | ----------------------------------------------------------------------------- | --------------------------------------------------------------- |
| 2010-2011 | アサシンズタンゴ 映画『Mr.&Mrs. スミス』サウンドトラックより 作曲：ジョン・パウエル                          | 映画『アリス・イン・ワンダーランド』より 作曲：ダニー・エルフマン             |                                                                 |
| 2009-2010 | アサシンズタンゴ 映画『Mr.&Mrs. スミス』サウンドトラックより 作曲：ジョン・パウエル                          | 映画『アマデウス』セレクション 作曲：ヴォルフガング・アマデウス・モーツァルト | -                                                               |
| 2008-2009 | アナザー・ブリック・イン・ザ・ウォール 作曲：ロジャー・ウォーターズ 演奏：ロンドン・フィルハーモニー管弦楽団 | 映画『アマデウス』セレクション 作曲：ヴォルフガング・アマデウス・モーツァルト | -                                                               |
| 2007-2008 | アナザー・ブリック・イン・ザ・ウォール 作曲：ロジャー・ウォーターズ 演奏：ロンドン・フィルハーモニー管弦楽団 | モーメンツ・イン・ラブ by アート・オブ・ノイズ 振付：デヴィッド・ウィルソン   | Tainted Love, Untitled by Sum 41                                |
| 2006-2007 | Excerpt 映画『ラジオタウンで恋をして』より 作曲：ウィントン・マルサリス 振付：デヴィッド・ウィルソン         | モーメンツ・イン・ラブ by アート・オブ・ノイズ 振付：デヴィッド・ウィルソン   | It's my life by ボン・ジョヴィHome ボーカル：マイケル・ブーブレ |
| 2005-2006 | リベルタンゴ 作曲：アストル・ピアソラ                                                                        | ワルソー・コンチェルト 作曲：リチャード・アディンセル                         | It's my life by ボン・ジョヴィ                                  |
| 2004-2005 | リベルタンゴ 作曲：アストル・ピアソラ                                                                        | シルク・ドゥ・ソレイユ                                                        | -                                                               |
| 2003-2004 | Into The Night                                                                                               | チェロ協奏曲                                                                  | Save Yourself and Sweet Dreams                                  |
| 2002-2003 | Irma by Rene Dupere                                                                                          | 『スパルタカス』サウンドトラック                                              | How much is the fish?                                           |